# Mercedes Lourdes Frias
Mercedes Lourdes Frias (Santo Domingo, 28 ottobre 1962) è una politica italiana.

## Biografia
Nata a Santo Domingo, si laurea in geografia alla UASD (Universidad Autónoma de Santo Domingo); lavora negli anni ottanta come operatrice di sviluppo comunitario nelle comunità rurali di immigrati/e haitiani/e e in un collettivo che organizza le donne dei quartieri periferici della capitale della Repubblica Dominicana.
Si trasferisce in Italia nel 1990,  stabilendosi a  Prato e continuando ad occuparsi di questioni legate alle donne, all'immigrazione, ai rapporti nord-sud, e organizzando in proposito formazione interculturale nelle scuole.
Dal 1994 al 1997 fa parte del Consiglio della Federazione delle Chiese evangeliche in Italia (FCEI).
Nel 2004 è nominata assessore nel comune di Empoli con deleghe su ambiente, diritti di cittadinanza, pari opportunità e cultura della differenza. Lascia l'incarico nell'aprile del 2006, quando viene eletta alla Camera dei deputati  nelle liste del Partito della Rifondazione Comunista.
Viene ricandidata alla Camera da La Sinistra l'Arcobaleno alle elezioni 2008, senza essere rieletta.

## Attività parlamentare
Nei due anni di permanenza alla Camera, presenta come prima firmataria due proposte di legge:
1. Modifiche alla legge 15 dicembre 1999, n. 482, per l'estensione delle disposizioni di tutela delle minoranze linguistiche storiche alle minoranze dei rom e dei sinti  (3 luglio 2007).
2. Istituzione della figura professionale del mediatore linguistico culturale nella scuola dell'obbligo e disposizioni per l'aggiornamento dei/delle docenti  (28 gennaio 2008).